# 吉卢瓦
吉卢瓦（法語：Gillois）是法国汝拉省的一个市镇，属于隆莱索涅区（Lons-le-Saunier）诺泽鲁瓦县（Nozeroy）。该市镇总面积9.65平方公里，2009年时的人口为154人。

## 人口
吉卢瓦人口变化图示